# 福島県郡山自然の家
福島県郡山自然の家（ふくしまけんこおりやましぜんのいえ）は、福島県郡山市逢瀬町多田野に位置する社会教育施設。浄土松公園に隣接する。

## 概要
県立の少年自然の家「福島県少年自然の家」として1972年（昭和47年）に開設。レクリエーションや野外活動を通じて、青少年の心身の健全な育成及び生涯学習社会を豊かに生きる人々を育てることを目的としている。
体育館や研修室がある他、隣接する浄土松公園なども一体的に利用できるようになっており、アーチェリー、サーキット、マウンテンバイク、インラインスケート、グラウンドゴルフ、フィールドアスレチックなど、様々な体験が可能。
利用条件は学校や社会教育団体または家族などで、原則として5人以上のグループ。ただし利用当日に他の団体が宿泊している場合に限り、個人でも利用可能。
休業日は月曜日、および年末年始。

## 施設
本館
第1研修室（30人）、第2研修室（30人）、保健室、大浴場、中浴場、食堂、仲良しホール（自販機、PC）、宿泊室14室
体育館
野外施設
野外活動センター、野営場、営火場

## アクセス
- 東北自動車道郡山南ICより車で15分
- 郡山駅11番バス乗り場より休石・山田原・御霊櫃行 郡山自然の家入口下車 徒歩約15分